# Aristeo de Argos

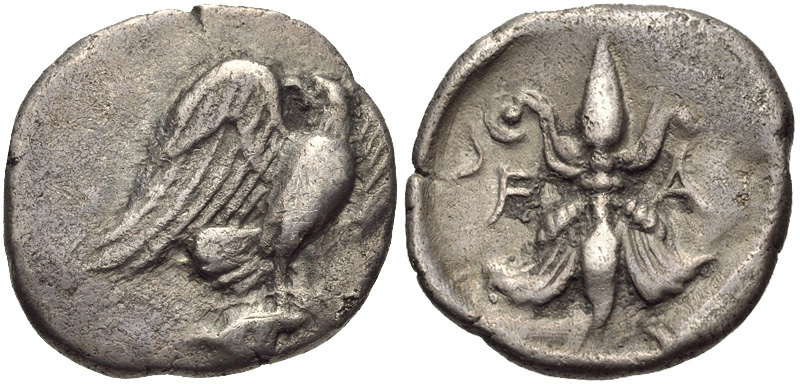
Copia de dracma de Olimpia, datado entre la 87. (432 a. C.) y la 90.ª (420 a. C.) organización de los juegos.

Aristeo de Argos  (siglo V a. C.) fue un antiguo griego campeón olímpico de Argos que fue coronado vencedor de la prueba de dólico —una carrera larga—, en 420 a. C. Olimpia incluyó el dólico en el programa de pruebas competitivas de los XV Juegos en 720 a. C. Inicialmente, se corría en solo siete estadios (con el tiempo llegó a 24 estadios).  El primer ganador de esta disciplina fue Acanto de Esparta, cuyo padre fue el luchador olímpico Quimón de Argos; las estatuas de ambos en Olimpia fueron esculpidas por el escultor Pantias de Quíos.